# Hrádek, Hradec Králové
Hrádek là một làng thuộc huyện Hradec Králové, vùng Královéhradecký, Cộng hòa Séc.